# 尤宁兰丁
尤宁兰丁（英語：Union Landing）是位於美國加利福尼亞州門多西諾縣的一個非建制地區。該地的面積和人口皆未知。

## 地理
尤宁兰丁的座標為39°41′58″N 123°48′06″W / 39.69944°N 123.80167°W，而該地的平均海拔高度為31米（即102英尺）。